# Каркошкін Сергій В'ячеславович
Сергі́й В'ячесла́вович Карко́шкін (нар. 16 лютого 1994, Україна) — український футболіст, півзахисник вишгородського клубу «Діназ». Грав за чернігівську «Десну» та київський «Арсенал»[коли?].